# Халіль Азмі
Халіль Азмі (араб. خليل عزمي, нар. 23 серпня 1964, Касабланка) — марокканський футболіст, що грав на позиції воротаря. Відомий за виступами в марокканських клубах «Відад» і «Раджа» з Касабланки, низку клубів США, а також у складі національної збірної Марокко.

## Клубна кар'єра
Халіль Азмі народився в Касабланці. У дорослому футболі дебютував 1983 року виступами за місцеву команду «Відад», в якій грав до 1992 року. З 1992 до 1994 року грав у складі іншої команди з рідного міста «Раджа». З 1995 року перебрався до США, де в 1995 році грав за команду «Нью-Гемпшир Ремблерс». У 1996 році Азмі грав у складі команди «Колорадо Репідс», частину сезону провів у команді «Нью-Йорк Фівер». У 1997 році марокканський голкіпер захищав ворота клубу «Чарлстон Беттері», а в 1998 році грав у складі клубу «Герші Вайлдкетс». Одночасно з 1997 до 1999 року Азмі грав у складі шоубольної команди «Балтимор Спірит». Після 1999 року завершив виступи на футбольних полях.

## Виступи за збірну
У 1987 році Халіль Азмі дебютував в офіційних матчах у складі національної збірної Марокко. У складі збірної був учасником Кубка африканських націй 1988 року у Марокко, Кубка африканських націй 1992 року у Сенегалі, чемпіонату світу 1994 року у США, після якого завершив виступи у збірній. Загалом протягом кар'єри в національній команді провів у її формі 26 матчів.